# Reprezentacja Związku Radzieckiego w piłce siatkowej kobiet
Reprezentacja Związku Radzieckiego w piłce siatkowej kobiet – narodowa reprezentacja tego kraju, reprezentowała go na arenie międzynarodowej w latach 1949-1991. Jedna z  najbardziej utytułowanych drużyn narodowych w historii żeńskiej siatkówki.

## Osiągnięcia

### Igrzyska Olimpijskie
1. miejsce - 1968, 1972, 1980, 1988
 2. miejsce - 1964, 1976

### Mistrzostwa Świata
1. miejsce - 1952, 1956, 1960, 1970, 1990
 2. miejsce - 1962, 1974
 3. miejsce - 1978

### Mistrzostwa Europy
1. miejsce - 1949, 1950, 1951, 1958, 1963, 1967, 1971, 1975, 1977, 1979, 1985, 1989, 1991
 2. miejsce - 1955, 1981, 1983, 1987

### Puchar Świata
1. miejsce - 1973
 2. miejsce - 1989
 3. miejsce - 1981, 1985, 1991